# László Zsidó
László Zsidó (né en 1946) est un mathématicien hongrois originaire de Roumanie et professeur d'université en Italie.

## Biographie
Il fréquente l'école secondaire de Brașov. Il remporte la médaille d'or aux Olympiades internationales de mathématiques en 1963. En 1968, il est diplômé du département de mathématiques de l'Université de Bucarest, où il obtient son doctorat en 1973 sous la direction de Ciprian Foias, avec une thèse intitulée Topological decomposition of W*-algebras. De 1968 à 1979, il travaille comme mathématicien à Bucarest, de 1979 à 1980, il est professeur à l'Université de Münster en Allemagne, de 1980 à 1990 à l'Université de Stuttgart, et à partir de 1990 à l'Université Tor Vergata à Rome. 

## Travaux
Son domaine de recherche est l'analyse fonctionnelle, en particulier l'algèbre des opérateurs et la théorie spectrale des opérateurs. Il a également traité de l'analyse harmonique, de la théorie ergodique, des fonctions généralisées. Il a publié plus de 70 articles scientifiques et trois monographies.

## Prix et distinctions
Il reçoit en 1975 le prix Simion-Stoilow de l'Académie roumaine. En 2010, il est élu membre externe de l'Académie hongroise des sciences. Lauréat de la Médaille Béla Szőkefalvi-Nagy (2011)

## Publications

### Livres
- Șerban Strătilă, László Zsidó: Lecții de algebre von Neumann, Editura Academiei Republicii Socialiste România, 1975.
- László Zsidó: Spectral properties of the analytic generator and singular integrals, Accademia Nazionale dei Lincei, 1983.
- Șerban Strătilă, László Zsidó: Operator algebras, Tipografia Universității din Timișoara, 1995.

### Articles
- D'Antoni, Claudio; Zsidó, László: Abelian strict approximation in AW * -algebras and Weyl–von Neumann type theorems. Trans. Am. Math. Soc. 360, No. 9, 4705–4738 (2008).
- Zsidó, László: Weak mixing properties of vector sequences.  in: Dritschel, Michael A. (ed.), The extended field of operator theory. Containing lectures of the 15th international workshop on operator theory and its applications, IWOTA 2004, Newcastle, Uk, July 12–16, 2004. Basel: Birkhäuser  (ISBN 978-3-7643-7979-7). Operator Theory: Advances and Applications 171, 361–388 (2006).
- Araki, Huzihiro; Zsidó, László: Extension of the structure theorem of Borchers and its application to half-sided modular inclusions. Rev. Math. Phys. 17, No. 5, 491–543 (2005).
- Takemoto, Hideo; Uchiyama, Atsushi; Zsidó, László: The σ-convexity of all bounded convex sets in ℝn  and ℂn. Nihonkai Math. J. 14, No. 1, 61–64 (2003)
- Niculescu, Constantin P.; Ströh, Anton; Zsidó, László: Noncommutative extensions of classical and multiple recurrence theorems. J. Oper. Theory 50, No. 1, 3–52 (2003).
- D'Antoni, Claudio; Zsidó, László: Abelian strict approximation in multiplier C*-algebras and related questions. J. Oper. Theory 49, No.1, 99-113 (2003).
- Doplicher, S.; Longo, R.; Roberts, J.E.; Zsidó, L.: A remark on quantum group actions and nuclearity. Rev. Math. Phys.  14, No.7-8, 787–796 (2002).
- D'Antoni, Claudio; Zsidó, László: Groups of linear isometries on multiplier C*-algebras. Pac. J. Math. 193, No. 2, 279–306 (2000).